# Нгарка-Текушеяха
Нгарка-Текушеяха (устар. Арка-Текуше-Яга) — река в России, протекает по Ямало-Ненецкому АО. Устье реки находится в 119 км по левому берегу реки Симиёган. Длина реки составляет 38 км.

## Данные водного реестра
По данным государственного водного реестра России относится к Нижнеобскому бассейновому округу, водохозяйственный участок реки — Надым. Речной бассейн реки — Надым.
Код объекта в государственном водном реестре — 15030000112115300047651.